# Ernesto Borel
Pour les articles homonymes, voir Borel.
Ernesto Borel (né en le 26 juillet 1889 à Turin et mort le 5 octobre 1951 à Turin) était un joueur de football italien, qui évoluait au poste d'attaquant.
Ernesto est connu pour être le père d'Aldo Borel (Borel I) et de Felice Borel (Borel II), le dernier fut international italien et vainqueur de la coupe du monde 1934. Il fut également le premier joueur bianconero à inscrire un but lors du derby della Mole.

## Biographie
Ernesto Borel arrive dans le club piémontais de la Juventus en 1906, mais débute véritablement sa carrière à partir de la saison 1907.
Le 13 janvier 1907, il inscrit sur penalty le seul but de son équipe lors de la défaite 2-1 du Foot-Ball Club Juventus contre le Foot-Ball Club Torino (premier Derby della Mole de l'histoire), puis 3 semaines plus tard, le 3 février, il réinscrit un but sur penalty lors du deuxième Derby de Turin (défaite 1-4). Deux ans plus tard, le 17 janvier 1909, il inscrit un doublé lors de la première victoire de l'histoire de la Juventus sur le Torino (3-1 lors de ce 4e derby), ce qui porte à 3 le nombre de ses réalisations lors du Derby di Torino.
Le 14 novembre 1909, il inscrit un doublé lors de la victoire 2-0 contre l'Inter de Milan (premier match de l'histoire entre les deux équipes, dont le derby est appelé Derby d'Italia).
En 1910, Borel fit partie d'une liste des possibles futurs titulaires sélectionnés pour disputer le premier match officiel de l'équipe d'Italie en mai 1910. Borel figura alors dans le groupe des remplaçants (possibili) et ne fut donc pas le premier joueur de la Juventus à devenir international.
Il part ensuite vivre dans le sud-est de la France dans les Alpes-Maritimes, limitrophe de son Italie natale. Il évoluera donc dans des clubs français, à l'OGC Nice ainsi qu'à l'AS Cannes. C'est d'ailleurs à Nice que naîtront ses deux fils Aldo (né en 1912) et Felice (né en 1914), également footballeurs.